# ریباری (بروس)
ریباری (به صربی: Ribari) یک منطقهٔ مسکونی در صربستان است که در بروس واقع شده‌است. ریباری ۳۵۶ نفر جمعیت دارد.